# Damníkov
Damníkov (německy Thomigsdorf) je obec v okrese Ústí nad Orlicí v Pardubickém kraji. Tato obec se 699 obyvateli leží na jihu okresu jižně u hranice s okresem Svitavy. Táhne se od křižovatky silnice první třídy I/43, která vede ze Svitav do Lanškrouna, se silnicí třetí třídy, podél které obec dále pokračuje až k hranicím s obcí Luková, se kterou splývá v konurbaci. Obcí protéká Lukovský potok, který se nedaleko Krasíkova vlévá do Moravské Sázavy. Leží asi 6 km od Lanškrouna, 11 km od České Třebové a asi 16 km od Svitav.

## Historie
Obec je v historii prvně doložena k roku 1304.

## Obecní správa
V letech 1961–1990 k obci patřil Trpík a
od 1. ledna 1976 do 23. listopadu 1990 také Anenská Studánka a Helvíkov.

## Pamětihodnosti
- Kostel svatého Jana Křtitele - novogotický kostel z roku 1898. Původní gotická stavba byla zbořena roku 1895, z ní se dochovaly portál a jiné další kamenické prvky, které byly zazděny do hřbitovní zdi.
- Fara - barokní stavba z roku 1754.
- Sloupy sv. Prokopa a sv. J. Nepomuckého z 18. stol.

## Osobnosti
Narodil se tu Julius Roller (1862–1946), právník a politik německé národnosti, na počátku 20. století poslanec Českého zemského sněmu a Říšské rady, v meziválečném období ministr spravedlnosti Rakouska a prezident rakouského Vrchního soudního dvora.